# Abelgas de Luna
Abelgas o Abelgas de Luna es una villa española del municipio de Sena de Luna, en la provincia de León, situado en la comarca de Luna de Arriba; en el valle del Río Pereda o Río Abelgas, afluente del Río Luna.
Es accesible por carretera desde la capital municipal, pero también se puede acceder por una pista desde Mallo de Luna. 
Los terrenos de Abelgas de Luna limitan con los de Rabanal de Luna y Truébano al norte, Sena de Luna al noreste, Mallo de Luna al este, Curueña al sur, y Salce al oeste.

## Historia
El pueblo fue en la antigüedad un pueblo de paso de la transumancia de los pastores que iban a Extremadura. El pueblo se convierte en villa a principios del siglo XIII. Entre monumentos más destacables es la ermita de Los Pastores, erigido a esos pastores que pasaban por el pueblo, data del siglo XVII. La Iglesia de San Pelayo es otro de sus monumentos, pero este es más moderno, ya que fue construido en 1964. 
Antes de 1956 Abelgas pertenecía al municipio de Láncara de Luna, pero la creación del pantano de Los Barrios de Luna causó que Láncara quedara sumergida y por ello se trasladó el ayuntamiento a Sena de Luna.
Abelgas no perteneció nunca a la Comarca de Luna, pero su inclusión en el municipio de Sena de Luna, ha hecho que inadecuadamente se le apellide "de Luna", de hecho hasta 1955 Abelgas pertenecía a la diócesis de León, mientras las parroquias de Luna de Arriba pertenecían a la diócesis de Oviedo.

## Personajes relevantes
D. Juan Arias Flórez de Rabanal y Alfonso (Abelgas de Luna, 7 de noviembre de 1568)
Nacido en la villa de Abelgas de Luna (Sena de Luna, León), en el seno de una importante familia hidalga local, descendiente del vecino pueblo de Rabanal de Luna. Hijo legítimo de Gómez Arias de Rabanal (natural y vecino del propio Abelgas) y de Catalina Alfonso Álvarez (natural de Torre de Babia, Cabrillanes). De su infancia poco sabemos con certeza, más que viviría en la localidad de Abelgas y sería instruido en el arte de montar a caballo, o mejor dicho, en “ejercicios de hombres nobles”. La familia vivía principalmente de sus haciendas, rentas y crianza de ganados, trabajos todos llevados a cabo por varios criados que tenían a su cargo. Aprendería a leer y a escribir en una escuela ubicada en el pueblo de sus abuelos maternos, Torre de Babia. En torno al año 1590 se enrola en el ejército, concretamente en la marina. Tuvo una destacada actuación en la batalla de Puerto Rico (1595), capitaneando la fragata Santa Isabel, auxiliando al capitán Domingo de Insauraga y repeliendo con éxito un ataque de la flota inglesa dirigida por el corsario Sir Francis Drake. En dicho combate, se infringieron unas pérdidas al enemigo cuantiosas (9 o 10 lanchas y unos 400 hombres). A raíz de esta actuación, Juan Arias inicia un meteórico ascenso en su carrera militar, formando parte de la denominada Flota de Indias (el mecanismo de funcionamiento del monopolio comercial español con América que constituyó la esencia de la denominada Carrera de Indias, que englobaba todo el comercio y la navegación de España con sus colonias). El expresado Juan capitaneaba barcos que formaban parte del convoy que transportaba el tesoro español de América. Su momento de mayor gloria y reconocimiento llegaría en el año 1618, en que fue designado por el Rey Felipe III como General de la Flota de Tierra firme, siendo renovado en su cargo en 1621. Este ascenso invalidó su nombramiento real para ocupar el cargo de gobernador y capitán general de Yucatán. En el año 1622 es nombrado caballero de la Orden de Santiago, habiendo probado previamente su condición de cristiano viejo y limpieza de sangre. El tramo final de su vida lo dedica a costear la construcción de la Iglesia de San Pelayo en su pueblo de origen, donde se creó una capilla llamada "del general" para su enterramiento, además de situarse un escudo con las armas de los Rabanal en la clave de la bóveda del edificio. Actualmente, un pequeño monolito, ubicado en los alrededores de la iglesia de Abelgas, conmemora su figura, siendo considerado un "hijo ilustre de la villa".